# アメリ・ローター
アメリ・ロタール（Amélie Rotar、2000年10月24日 - ）は、フランスの女子バレーボール選手。ポジションはアウトサイドヒッター。フランス代表。

## 来歴

### クラブチーム
マルティーグ出身。2017年、France Avenir 2024へ入団。2020年、Pays d'Aix Venellesへ加入しプロ契約を結ぶ。2021/22シーズンのフランス国内リーグではチームを3位へ導き、自身はベストオポジット賞を受賞した。2022年7月、Béziers Volleyへの移籍が発表され、2022/23シーズンのフランス国内リーグでは4位となり、自身はベストアウトサイドヒッター賞を受賞した。2023年5月、ネプチューン・デ・ナントとの契約が発表され、2023/24シーズンのフランス国内リーグではチームを準優勝するとベストアウトサイドヒッター賞を受賞した。2024年5月、イタリアセリエA1のローマ・バレークラブへ移籍が発表された。

### 代表チーム
アンダーカテゴリーの代表として2018年、U-18欧州選手権に出場した。2019年、シニア代表に初選出された。2021年、欧州選手権に出場した。2022年、ヨーロッパリーグで金メダルを獲得した。2023年のチャレンジャーカップでは優勝に貢献した。同年9月の欧州選手権では6位となった。2024年、ネーションズリーグに出場した。

## 球歴
- ネーションズリーグ - 2024年
- 欧州選手権 - 2021年、2023年
- チャレンジャーカップ - 2022年、2023年

## 受賞歴
- 2022年 - 2021/22フランスリーグ ベストオポジット賞
- 2023年 - 2022/23フランスリーグ ベストアウトサイドヒッター賞
- 2024年 - 2023/24フランスリーグ ベストアウトサイドヒッター賞

## 所属クラブ
- France Avenir 2024（2017-2020年）
- Pays d'Aix Venelles（2020-2022年）
- Béziers Volley（2022-2023年）
- ネプチューン・デ・ナント（2023-2024年）
- ローマ・バレークラブ（2024年-）